# Ромбокубооктаэдр
Ромбокубооктаэдр или ромбокубоктаэдр — полуправильный многогранник, гранями которого являются 18 квадратов и 8 треугольников. Также называется малым ромбокубооктаэдром.

## Алгебраические свойства

### Декартовы координаты
Декартовы координаты вершин ромбокубооктаэдра с центром в начале координат и длиной рёбер равной двум — это все 24 возможные чётные перестановки со знаками следующей тройки:
{\displaystyle \left(\pm 1,\pm 1,\pm \left(1+{\sqrt {2}}\right)\right).}
Если исходный ромбокубооктаэдр имеет единичные рёбра, то длины рёбер двойственного ему дельтоидального икоситетраэдра вычисляются по формулам:
{\displaystyle {\frac {2}{7}}{\sqrt {10-{\sqrt {2}}}}\quad {\text{ и }}\quad {\sqrt {4-2{\sqrt {2}}}}.}

### Площадь и объём
Площадь {\displaystyle S} и объём {\displaystyle V} ромбокубооктаэдра с длиной ребра {\displaystyle a} вычисляются по формулам:
{\displaystyle {\begin{aligned}S&=\left(18+2{\sqrt {3}}\right)a^{2}\approx 21.464\,1016a^{2};\\V&={\frac {12+10{\sqrt {2}}}{3}}a^{3}\approx 8.714\,045\,21a^{3}.\end{aligned}}}

## Псевдоромбокубооктаэдр
Повернув верхнюю часть ромбокубооктаэдра, включающую 5 квадратных и 4 треугольных грани, на угол 45°, можно получить новый многогранник — псевдоромбокубооктаэдр. Псевдоромбокубооктаэдр имеет равные многогранные углы, однако, строго говоря, не относится к архимедовым многогранникам; впрочем, его можно включить в список архимедовых (или полуправильных) тел, если исходить из менее жёсткого определения: полуправильные (архимедовы) многогранники — многогранники, все многогранные углы которых равны, а все грани — правильные многоугольники.
Псевдоромбокубооктаэдр не был известен на протяжении двух тысяч лет и был обнаружен в конце 50-х — начале 60-х годов двадцатого века сразу несколькими математиками, включая Дж. Миллера, советского учёного В. Г. Ашкинузе (1957), югославского математика С. Билинского (1960).

## Примеры
- Ромбокубооктаэдр хорошо известен любителям головоломок: сложенной в очень похожий многогранник часто продаётся знаменитая змейка Рубика[11] (на илл. — часть квадратов заменена прямоугольниками и треугольники заменены вогнутостями из трёх прямоугольных треугольников).
- Здание Национальной библиотеки Беларуси представляет собой ромбокубооктаэдр высотой 73,6 м (23 этажа) и весом 115 000 тонн (не считая книг).
- Ромбокубооктаэдр изображен на единственном известном портрете Луки Пачоли.